# Чернобиљска зона искључења
Зона искључења Чернобиљске нуклеарне електране (укр. Зона відчуження Чорнобильської АЕС, рус. Зона отчуждения Чернобыльской АЭС), такође називана Чернобиљском зоном искључења а 1986–1987. године 30-километарском зоном, подручје је Украјине забрањено за слободан приступ које је изложено интензивном загађењу радиоизотопима услед Чернобиљске катастрофе.
Чернобиљску зону су увеле Совјетске наоружане снаге 1986. године након евакуације становништва из зоне од 30 километара око електране. У зони искључења, као и у зони безусловног (обавезног) одсељења, прекинута је делатност месних већа. Зона обухвата север Вишгородског рејона Кијевске области (где се налази електрана, градови Чернобиљ и Припјат, насеља Полиске и Виљча). Северно од украјинског дела Зоне се налази Полиски државни радијационо-еколошки резерват, који се односи на територију Белорусије.